# Leon S. Kennedy
Pour les articles homonymes, voir Kennedy.
Leon Scott Kennedy (レオン・S・ケネディ, Reon Sukotto Kenedi), plus communément abrégé en Leon S. Kennedy est un personnage américain des jeux vidéo de la saga Resident Evil (« Biohazard » au Japon). Il est, chronologiquement, l'un des deux personnages principaux de Resident Evil 2, le personnage principal de Resident Evil 4, l'un des deux personnages principaux de Resident Evil: Degeneration, le personnage principal de Resident Evil: Damnation, l'un des trois personnages principaux de Resident Evil 6, et enfin l'un des trois personnages principaux de Resident Evil: Vendetta.
Pendant les événements de Resident Evil 2, Leon est un bleu de la police qui se retrouve dans la ville de Raccoon City pour son premier jour de travail et se trouve confronté au Virus G qui a infesté la ville. Il survivra à l'incident aux côtés de Claire Redfield. Quelques années plus tard, dans Resident Evil 4, Leon devient un agent secret opérant pour le compte du gouvernement américain et engagé pour protéger la famille du président des États-Unis.

## Apparitions

### Dans les jeuxResident Evil
Lors de sa première apparition dans Resident Evil 2, Leon est envoyé travailler pour le département de la police de Raccoon (R.P.D) dans la division des forces spéciales (S.P.F). Il arrive à Raccoon City le 29 septembre 1998.
Quand il arrive, la majorité des officiers de police sont déjà morts et la plupart des citoyens mutés en Zombies. Après cette rencontre avec les morts-vivants, Leon rencontre une survivante, Claire Redfield, qui se trouve dans la ville à la recherche de son frère qui a disparu : Chris Redfield. Ensemble, ils décident de trouver refuge au quartier général des R.P.D., mais une fois arrivés, ils sont séparés par un accident et se mettent à chercher un moyen de quitter la ville.
Pendant son parcours au sein du R.P.D, Leon fait la connaissance d'Ada Wong. Ensemble, ils trouvent une entrée qui mène tout droit aux locaux de travaux secrets de la société Umbrella Corporation. Peu après, Ada est gravement blessée par un tyrant. Leon, qui est tombé amoureux d'Ada, la protège au péril de sa vie mais découvre qu'elle est une espionne qui travaille pour un concurrent inconnu d'Umbrella. Au cours de l'histoire, Leon, pour sauver la vie de Ada, sera blessé par Anette Birkin. Malgré tout, vers la fin de l'histoire, une personne aide Leon (ou Claire) en lui donnant le lance-roquettes afin de détruire un tyrant. Leon qui se retrouve de nouveau avec Claire et la fille de William Birkin (Sherry Birkin), s'échappe par l'intermédiaire d'un train.
Dans Resident Evil 4, Leon est assigné aux Services Secrets des États-Unis. Il doit sauver la fille du président, Ashley Graham, qui a été enlevée par un groupe se faisant appeler « Los Illuminados », une secte religieuse dirigée par Osmund Saddler. Durant sa mission, Leon est aidé par Luis Serra un chercheur qui travaillait pour Saddler. Leon, une nouvelle fois, va rencontrer Ada Wong.
Leon finit par trouver Ashley enfermée dans l'église. Leon et Ashley sont tous deux infectés par Las Plagas. Durant ses combats, Leon sera confronté, entre autres, à des individus liés à Saddler comme le chef du village, Bitores Mendez, et le maître du château, Ramon Salazar. Leon est aussi confronté à Jack Krauser, qui travaille en tant qu'agent double. Leon finit par se retrouver dans un camp militaire, situé non loin du village, lieu où Saddler et la secte ont trouvé refuge. Leon se bat contre Krauser une dernière fois et sauve Ashley et lui-même après avoir détruit les Plagas de leur corps en utilisant une machine à radiation. Enfin, Leon se bat contre Saddler, avec l'aide d'Ada, arrive à en finir avec lui. Après le combat, Ada oblige Leon, sous la menace d'une arme, à lui remettre l'échantillon des Plagas et s'enfuit. Juste avant de partir, elle donne à Leon un moyen d'évasion pour pouvoir se sauver lui et Ashley.

### Dans les films et séries d'animationResident Evil
Dans Resident Evil: Degeneration le Virus T réapparaît à l'aéroport d'Harvardville. Leon S.Kennedy est envoyé sur place par le gouvernement pour enquêter. Sur place, il retrouve Claire Redfield et fait de nouveau équipe avec elle. Leon réussit à tenir tête face au Monstre-G, qui succombe finalement face à lui. 
Il apparait dans les films Resident Evil : Damnation, et dans Resident Evil : Vendetta.
Il est le protagoniste de la série d'animation Resident Evil : Infinite Darkness sortie en 2021.

## Au cinéma
Dans le long métrage Resident Evil: Retribution (2012) de Paul W.S. Anderson Leon est joué par Johann Urb et est le chef de la résistance contre Umbrella Corporation. Il est également amoureux d'Ada et semble plus bavard, souriant et ouvert avec les autres.
Dans le reboot de 2021, Resident Evil de Johannes Roberts, il est incarné par Avan Jogia.

## Doublages
- 1998 - Resident Evil 2 → Paul Haddad[1]
- 2005 - Resident Evil 4 → Paul Mercier[1]
- 2008 - Resident Evil: Degeneration → Paul Mercier[1] (voix anglaise), Mathieu Moreau (voix française)
- 2009 - Resident Evil: The Darkside Chronicles → Paul Mercier[1]
- 2012 - Resident Evil: Operation Raccoon City → Christian Lanz[1] (voix anglaise), Gilles Morvan (voix française)
- 2012 - Resident Evil: Damnation → Matthew Mercer[1], Gilles Morvan (voix française)
- 2012 - Resident Evil 6 → Matthew Mercer[1] (voix anglaise), Gilles Morvan (voix française)
- 2019 - Resident Evil 2 Remake → Nick Apostolides[1] (voix anglaise), Anatole de Bodinat  (voix française)
- 2012 - Resident Evil: Vendetta → Matthew Mercer[1] (voix anglaise), Gilles Morvan (voix française)
- 2021 Resident Evil Village → Johann Urb  (voix anglaise) ,  Johann Urb   (voix française)

| Johann Urb |

- 2023 - Resident Evil 4 Remake → Nick Apostolides[1] (voix anglaise), Anatole de Bodinat  (voix française)

Cinéma
- 2012 - Resident Evil: Retribution, interprété par Johann Urb (voix française : Arnaud Arbessier ; voix québécoise : Jean-Philippe Baril-Guérard)
- 2021 - Resident Evil: Infinite Darkness, doublé en japonais par Toshiyuki Morikawa, en anglais par Nick Apostolides et français par Anatole de Bodinat.
- 2021 - Resident Evil : Bienvenue à Raccoon City, interprété par Avan Jogia (voix française : Alexis Gilot ; voix québécoise : Alexandre Bacon)